# Jasser Auda
Jasser Auda (arabisch جاسر عودة; geb. 1966) ist ein zeitgenössischer islamischer Rechtsgelehrter und eine aus London und Doha (Katar) heraus wirkende global aktive Persönlichkeit des Islams ägyptischer Herkunft, der als Autorität auf dem Gebiet der islamischen Rechtszwecke (maqāṣid aš-šarīʿa) gilt.

## Leben und Wirken
Jasser Auda wurde 1966 geboren. Er erwarb einen PhD in Philosophie des islamischen Rechts von der University of Wales (Vereinigtes Königreich) und einen PhD in Systemanalyse von der University of Waterloo in Kanada.
Er ist stellvertretender Direktor des Center of Islamic Legislation and Ethics (CILE) der Qatar Foundation. Er ist Inhaber des  Al-Shatibi Chair of Maqasid Studies am International Peace College South Africa und Visiting Professor für islamisches Recht an der Carleton University in Kanada. Er ist Gründer und Vorstandsmitglied der International Union of Muslim Scholars, Mitglied des Europäischen Rates für Fatwa und Forschung (European Council for Fatwa and Research) und Mitglied der Islamischen Fiqh-Akademie in Indien (Delhi), und Generalsekretär von Yaqazat Feker, einer ägyptischen Jugendorganisation.
Für das ideologische Training von Studenten islamischer Madrasas in Deoband (UP), Lucknow (UP), Patna (Bihar), Azamgarh (UP), Umarabad, Kerala und Hyderabad (Andhra Pradesh) hielt er Kurse zum Thema Islamische Rechtsprinzipien (Islamic Principles of Law). Er war unter anderem auch Mitglied des Advisory Board der India International Islamic Academic Conference (IIIAC) vom 8.–9. Oktober 2016 in Indien am Islamic Cultural Centre New Delhi.
Als  Direktor des Al-Maqasid Research Center in the Philosophy of Islamic Law in London (Vereinigtes Königreich) war er einer der Unterzeichner der Initiative Ein gemeinsames Wort (A Common Word).
Er ist Verfasser verschiedener Werke, die in viele Sprachen übersetzt wurden.
Einige seiner Publikationen erschienen bei dem sich als Thinktank der Muslimbrüder verstehenden US-amerikanischen International Institute of Islamic Thought (IIIT) mit Sitz in Herndon, Virginia in den Vereinigten Staaten, einer Vorstadt von Washington, D.C.

## Publikationen (Auswahl)
- Maqāṣid al-Sharīʿah : a beginner's guide. 2008, International Institute of Islamic Thought
- (Hrsg.) Rethinking Islamic law for minorities. Towards a Western-Muslim identity, n. d., hier einsehbar.
- Einführung in die islamischen Rechtszwecke Maqāṣid al-Šarīʿa. Dt. Übers. von Mahmoud Bassiouni. Berlin: EB-Verlag 2015, ISBN 978-3-86893-191-4 (Inhaltsverzeichnis)
- Maqasid Al-Shariah as Philosophy of Islamic Law: A Systems Approach. IIIT, 2007. ISBN 978-1-56564-424-3
- A Journey to God: Reflections on the Hikam of Ibn Ataillah. 2012 (vgl. Ibn Ata Allah)